# Рогалик

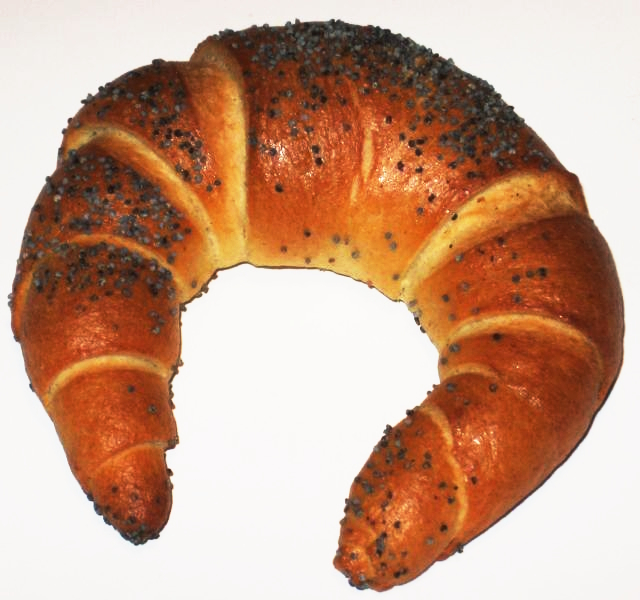
Рогалик

Рогалик — хлібобулочний виріб. На відміну від круасана, рогалики мають вигнуту форму і не можуть бути приготовані із листкового тіста. Випікаються солодкими або солоними, можуть містити різноманітні начинки, такі як сир, джем, мак. Іноді називають кіфлі, назва походить від нім. Kipferl.

## Приготування
Рогалики можуть бути виготовлені з різноманітного тіста — від дріжджового до пісочного. Перед випіканням рогалик можуть посипати маком, кунжутом та іншим насінням, а також пряностями. Іноді рогалики начиняють джемом, сиром та іншими видами начинки.
Готові вироби можуть бути як солоними, так і солодкі. Несолодкі часто вживають як хліб/булочку, намазавши джемом або медом. Солодкі вважають самостійними кондитерськими виробами.
Також можна зустріти пряне тісто для рогаликів. Вони можуть містити у собі різноманітні спеції, а також фрукти.

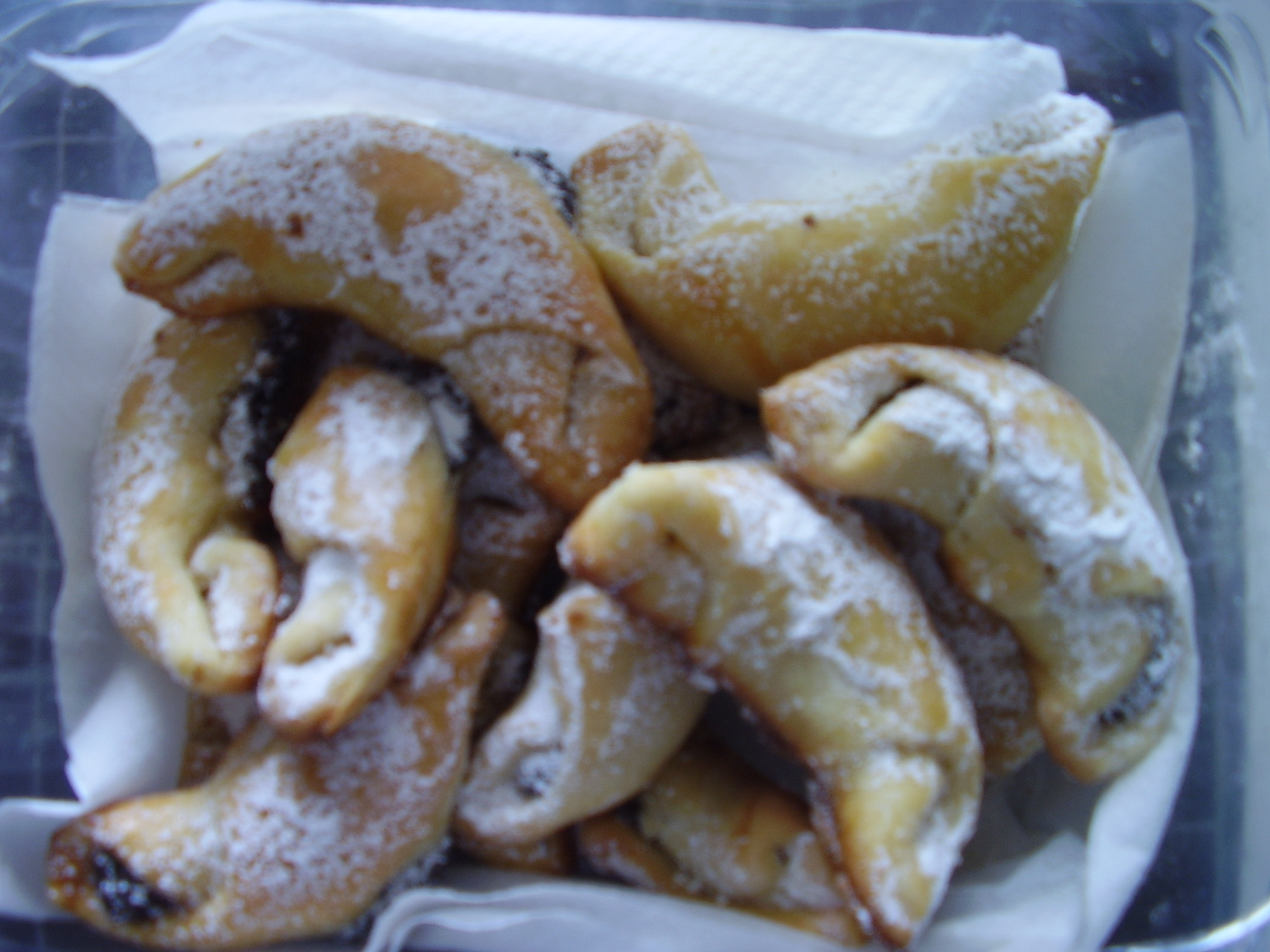
Рогалики з начинкою з повидла

## Історія
Форма рогалика асоціюється з формою півмісяця на прапорі Туреччини. За легендою, перший рогалик спік віденський пекар у XVII столітті, після невдалої спроби захвату турками фортеці.
Проте, хлібні вироби вигнутої форми були відомі різним народам ще раніше. Так, наприклад, Гаррі Лемарк стверджує, що рогалики випікались вже у XII столітті.
Довгий час вважалось, що рогалики вперше з'явились у 1686 році та честь визволення Буди від Османської імперії. Святуючи перемогу, один з кондитерів спік рогалики у вигляді півмісяця, зображеного на османському прапорі. 
Однак ця легенда була розвінчана істориком Карлом Теплі у 1985 році. Перша згадка про рогалики сягає XII століття.

## Рогалик у кухнях світу
Рогалик зустрічається у багатьох європейських кухнях, у тому числі у болгарській, угорській, македонській, молдовській, польській та ін. Традиційно рогалики виготовляли з дріжджового тіста. Пізніше з'явились різновиди із листкового тіста (круасан). Зараз у багатьох країнах популярні солодкі розсипчасті рогалики, у котрих борошно замінено на розмолоті горіхи, наприклад, ваніллекіпферл у німецькій та австрійській кухнях.

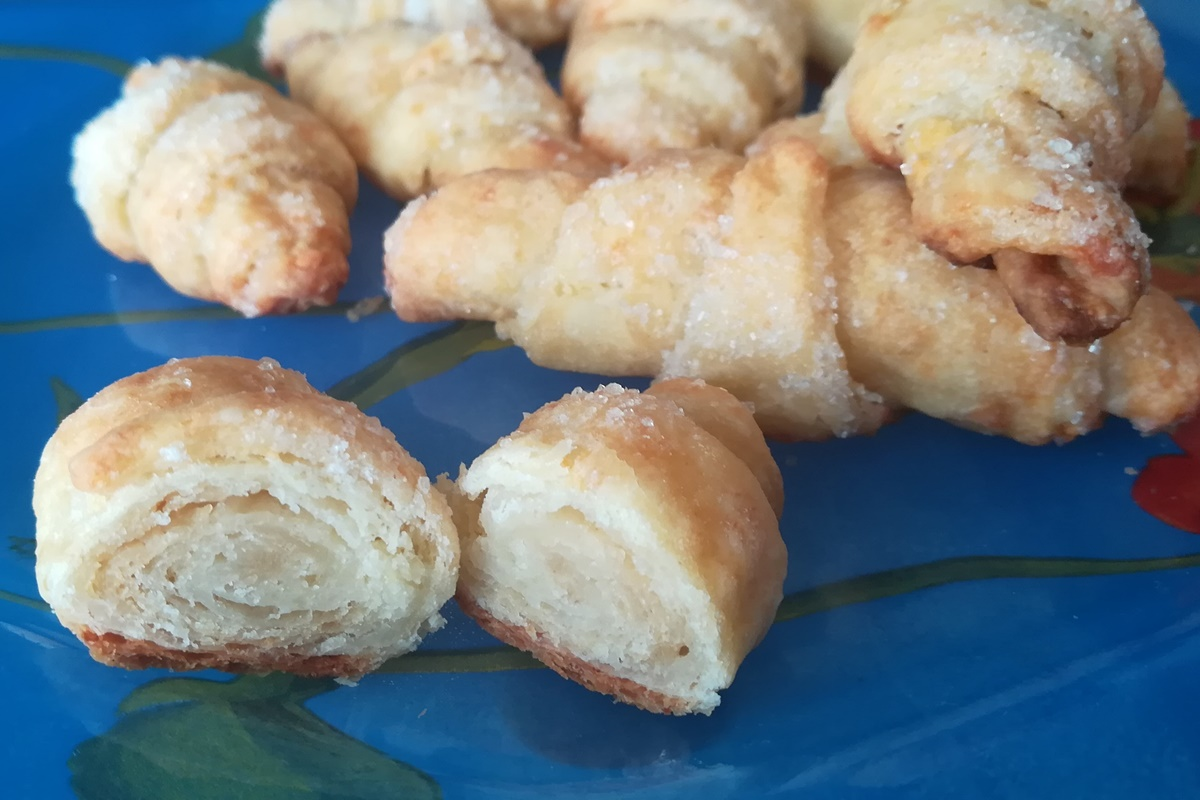
Українські домашні рогалики з сиром